# Kazalnik natančne priletne poti
Kazalnik natančne priletne poti (angleško Precision approach path indicator – PAPI) je vizualna pomoč, ki daje navodila in informacije, da pilot pridobi in ohrani pravilen pristop (v vertikali) na letališko stezo. Na splošno se PAPI nahaja ob vzletno-pristajalni stezi približno 300 metrov od njenega praga.
Enak dizajn je še vedno v uporabi danes in je bil za varno pristajanje uporabljan celo za Space shuttle pri NASA.

## Opis sistema PAPI
PAPI je skupek usmerjenih luči, postavljenih ob vzletno-pristajalni stezi. Običajno je sestavljen iz štirih enakih posameznih enot. Vsaka enota PAPI-ja posebej z barvo svetlobe vizualno označuje položaj zrakoplova glede na začrtano pot na vzletno-pristajalno stezo. Skrajšan sistem, sestavljen iz dveh enakih enot, se lahko uporablja za nekatere kategorije zrakoplovov. Mednarodni standard za PAPI je objavila Mednarodna organizacija civilnega letalstva (ICAO) v "Letališča, priloge 14 h-  Konvencija o mednarodnem civilnem letalstvu, zvezek 1, poglavje 5". Nacionalne predpise na splošno sprejetih standardov in priporočenih praks objavlja ICAO. Prejšnji priletni indikator, vizualni priletni indikator strmine (VASI), je zdaj zastarel in so ga izbrisali iz Priloge 14 (ICAO) v letu 1995. VASI je dajal navodila do višine 200 ft, medtem ko PAPI daje napotke do začetka pristanka (običajno 50 ft).

## Postavitev sistema
PAPI se običajno nahaja na levi strani vzletno-pristajalne steze, pravokotno na črto centra vzletno-pristajalne steze. Enote so med sabo razporejene na 9 metrov in 15 metrov od roba vzletno-pristajalne steze. Lahko se nahaja tudi na desni strani steze, če je to potrebno. Na nekaterih lokacijah so PAPIJI nameščeni na obeh straneh vzletno-pristajalne steze, vendar ta raven zagotavljanja presega zahteve ICAO. V dobrih razmerah vidljivosti se lahko informacije PAPIJA uporabljajo na razdaljah do pet kilometrov, podnevi in ponoči. Ponoči se lahko svetlobne snope vidi na razdalji dvajset kilometrov.

### Enote sistema
Vsaka enota je sestavljena iz enega ali več virov svetlobe, belih in rdečih filtrov ter objektivov, ki oddajajo žarek svetlobe visoke intenzivnosti. Spodnji segment žarka je rdeče barve, zgornji del pa bele barve. Prehod med dvema barvama mora potekati pod kotom, ki ne presega kota treh minut. Ta lastnost omogoča očitno spremembo barve, ki je ključna značilnost PAPI sistema. Štiri enote sistema PAPI, ki so usmerjene v različnih kotih, tvorijo signal za pravilni kot pristanka letala.

### Uporaba sistema
Najnižji kot se vidi na enoti, ki je najbolj oddaljena od vzletno-pristajalne steze, največji kot pa na enoti, ki je najbližje vzletno-pristajalni stezi. Optimalni kot je na sredini med drugo in tretjo enoto sistema PAPI. Odvisno od položaja letala, glede na kot prileta, se bodo luči videle rdeče ali bele. Pilot bo dosegel pravilni kot prileta (po navadi 3 stopinje), ko bo enako število rdečih in belih luči. Če je zrakoplov nižje od pravilnega kota prileta, bodo rdeče luči bolj vidne kot bele, če pa bo letalo nad začrtanim kotom prileta, bodo bele luči vidnejše. Če sistem FAROS (angleško Final Approach Runway Occupancy Signal - FAROS), zazna, da je vzletno-pristajalna steza zasedena, bo PAPI opozoril pilota na to in takrat postane pilot odgovoren, da razreši situacijo s tem da, opozori kontrolorja letenja. Ko enkrat letališki stolp ugotovi, da je bila steza spraznjena, kontolor resetira sistem PAPI, tako da pilot lahko nadaljuje s pristajanjem.
PAPI sistemi so na voljo od različnih proizvajalcev letališke razsvetljave po vsem svetu. PAPI se običajno upravlja iz letališke kontrole letenja. Letališka kontrola letenja običajno upravlja PAPI skupaj z drugimi lučmi letališča. PAPI se lahko aktivira za pilota, ki je vzpostavil komunikacijo po radio zvezi ali preko namenskega aktivnega sistema razsvetljave (PAL).
Leta 2008 so začeli PAPI-je izdelovati na podlagi LED-diode namesto žarnic. Trenutno LED-diode še vedno ne zagotavljajo dovolj svetilnosti, ki jo zahteva ICAO o jakosti svetlobe in svetilnostne standarde. Povprečna življenjska doba z LED sistemi je 50.000 ur ali več. Z uporabo LED-diod se poraba energije bistveno zmanjša. LED sistemi delujejo na interno enosmerno napetost, tako da lahko enosmerno napetost z nizko porabo energije omogočajo sončne celice.

## Skupaj s sistemom FAROS
Hkrati s sistemom PAPI so se odločili, da ga bodo uporabljali skupaj s sistemom FAROS (sistem za zaznavanje zasedenosti vzletno-pristajalne steze), ki so ga uvedli na več večjih letališčih v ZDA. Sistem FAROS pilotu prepreči vdor na pristajalno stezo, ne da bi dobil iz kontrolnega stolpa obvestilo o zasedenosti vzletno-pristajalne steze. Vzletno-pristajalna steza avtomatizirana s senzorji FAROS zazna, če je vozilo storilo vdor na stezo. V tem primeru PAPI luči utripajo in opozarjajo pilota v letalu, da je vzletno-pristajalna steza trenutno zasedena. Pilot nato poišče rešitev s kontrolorjem zračnega prometa in začne izvajanje go-kroga. Ko kontrolor ugotovi, da je vozilo zapustilo vzletno-pristajalno stezo, resetira krmilnik PAPIJA in procedura pristanka se lahko nadaljuje.